# Tian Hui 1C
Tianhui 1-03 (chinesisch 天绘一号03星, Pinyin Tiānhuì Yīhào 03 Xīng, deutsch: etwa „Himmlische Kartografie 1-03“) ist ein chinesischer Erdbeobachtungssatellit der Tianhui-1-Serie. Er wurde am 26. Oktober 2015 um 07:10 Uhr UTC mit einer Trägerrakete vom Typ Langer Marsch 2D vom Kosmodrom Jiuquan in eine polare Umlaufbahn gebracht, die etwa der von den Vorgängern Tianhui 1-01 und Tianhui 1-02 entspricht.

## Mission
Tianhui 1-03, auch bekannt als „Tian Hui 1C“, bildete zusammen mit seinen beiden 2010 und 2012 gestarteten Vorgängersatelliten eine Konstellation, bei der jeder Satellit alle 58 Tage denselben Ort der Erde erneut überflog.
Die Aufgabe der Satelliten war primär die Erstellung einer Weltkarte im Maßstab 1:50.000, und anschließend eine Verfeinerung besagter Karte auf den Maßstab 1:25.000.
Außerdem dient die Konstellation der Erkundung von Bodenschätzen, der Abschätzung von Ernteergebnissen in der Landwirtschaft und der Unterstützung bei der Bewältigung von unterschiedlichsten Katastrophen. Die Satelliten werden vom Chinesischen Zentrum für Tianhui-Satelliten (中国天绘卫星中心) betrieben, einer Abteilung des Nationalen Zentrums für Fernerkundung (国家遥感中心), das dem Ministerium für Wissenschaft und Technologie untersteht.
Die ermittelten Daten können nach Kontaktaufnahme mit den Administratoren über die Nationale gemeinsame Plattform für Erdbeobachtungsdaten des Instituts für Informationsgewinnung durch Luft- und Raumfahrt der Chinesischen Akademie der Wissenschaften abgerufen werden.

## Technik
Der dreiachsenstabilisierte Satellit wurde von der Hangtian Dong Fang Hong GmbH gebaut, einer Tochtergesellschaft der Chinesischen Akademie für Weltraumtechnologie (CAST).
Er ist mit einer stereoskopischen Kamera und einer CCD-Kamera mit einer Auflösung von 5 m im Spektralbereich von 0,51 μm bis 0,69 μm und einer Multispektralkamera (Spektralbereiche 0,43 μm bis 0,52 μm, 0,52 μm bis 0,61 μm, 0,61 μm bis 0,69 μm und 0,76 bis 0,90 μm) mit einer Bodenauflösung von 10 Metern und eine Schwadbreite von 60 Kilometer ausgerüstet.
Die Satelliten der Serie Tianhui 1 beruhen auf dem mittelgroßen Satellitenbus CAST 2000 der Hangtian Dong Fang Hong GmbH, der für eine Mindestlebensdauer von 5 Jahren ausgelegt ist. Am 29. Juli 2021 wurde mit Tianhui 1-04 der vierte Satellit der Serie gestartet.

## Aktuelle Satellitenliste
Stand: 11. Februar 2022
| Start (UTC)   | Träger- rakete | Satelliten- name | Startplatz | COSPAR- Bezeichnung | Orbit               |
| ------------- | -------------- | ---------------- | ---------- | ------------------- | ------------------- |
| 24. Aug. 2010 | CZ-2D          | Tianhui 1-01     | Jiuquan    | 2010-040A           | 472 × 516 km, 97,7° |
| 6. Mai 2012   | CZ-2D          | Tianhui 1-02     | Jiuquan    | 2012-020A           | 489 × 512 km, 97,5° |
| 26. Okt. 2015 | CZ-2D          | Tianhui 1-03     | Jiuquan    | 2015-061A           | 496 × 509 km, 97,4° |
| 29. Juli 2021 | CZ-2D          | Tianhui 1-04     | Jiuquan    | 2021-067A           | 501 × 504 km, 97,5° |